# Hugo Palacios Mejía
Hugo Palacios Mejía (Armenia, 3 de septiembre de 1942) es un abogado y economista colombiano. Que se desempeñó como Ministro de Hacienda y gerente del Banco de la República durante los años 80.

## Biografía
Se graduó en 1959 del Colegio San Bartolomé La Merced en Bogotá. Ingreso a la Pontificia Universidad Javeriana donde se graduó en 1964 con tesis laureada como doctor en derecho y economía. En 1967 se gradua como becario Fullbright de la Universidad Vanderbilt, y en 1974 de la Universidad de Georgetown.
Se casó con la distinguida economista María Mercedes Lleras Posada.

### Carrera política
En 1971 fue nombrado viceministro de hacienda y crédito público, cargo que ocupó hasta 1973; viajó enseguida a Washington para ocupar el cargo de director ejecutivo principal del Banco Interamericano de Desarrollo regresando en 1975. En esta fecha regreso a su oficina y se incorporó a la política siendo elegido representante a la cámara por Quindío en las Elecciones legislativas de Colombia de 1978 hasta 1982. Hizo parte de la comisión cuarta del presupuesto.

#### Gerente del Banco de la República
En la campaña presidencial de 1982, trabajo con intensidad en la candidatura de Belisario Betancur una vez consiguió su gobierno Belisario lo nombró como gerente general del banco de la república en donde realizó una gestión admirable. en lo económico lidiando con las consecuencias de la Crisis de la deuda latinoamericana y en lo cultural en la creación del Museo del Oro Quimbaya Centro Cultural de Armenia.

#### Ministro de hacienda y crédito público
En 1985 fue llamado por el presidente para dirigir la hacienda pública tema que no era ajeno a sus reconocidas capacidades profesionales, además por su experiencia como viceministro del ramo que le permitió  realizar con su equipo de trabajo un excelente manejo de las finanzas hasta finalizar su gestión en 1986, con la conclusión del gobierno Betancur.

### Estudios Palacios Lleras
Desde septiembre de 1986 se centró en su oficina de abogados, participando en la redacción de artículos periodísticos e importantes casos de litigio público y empresarial.